# Sudeste de Washington, D.C.

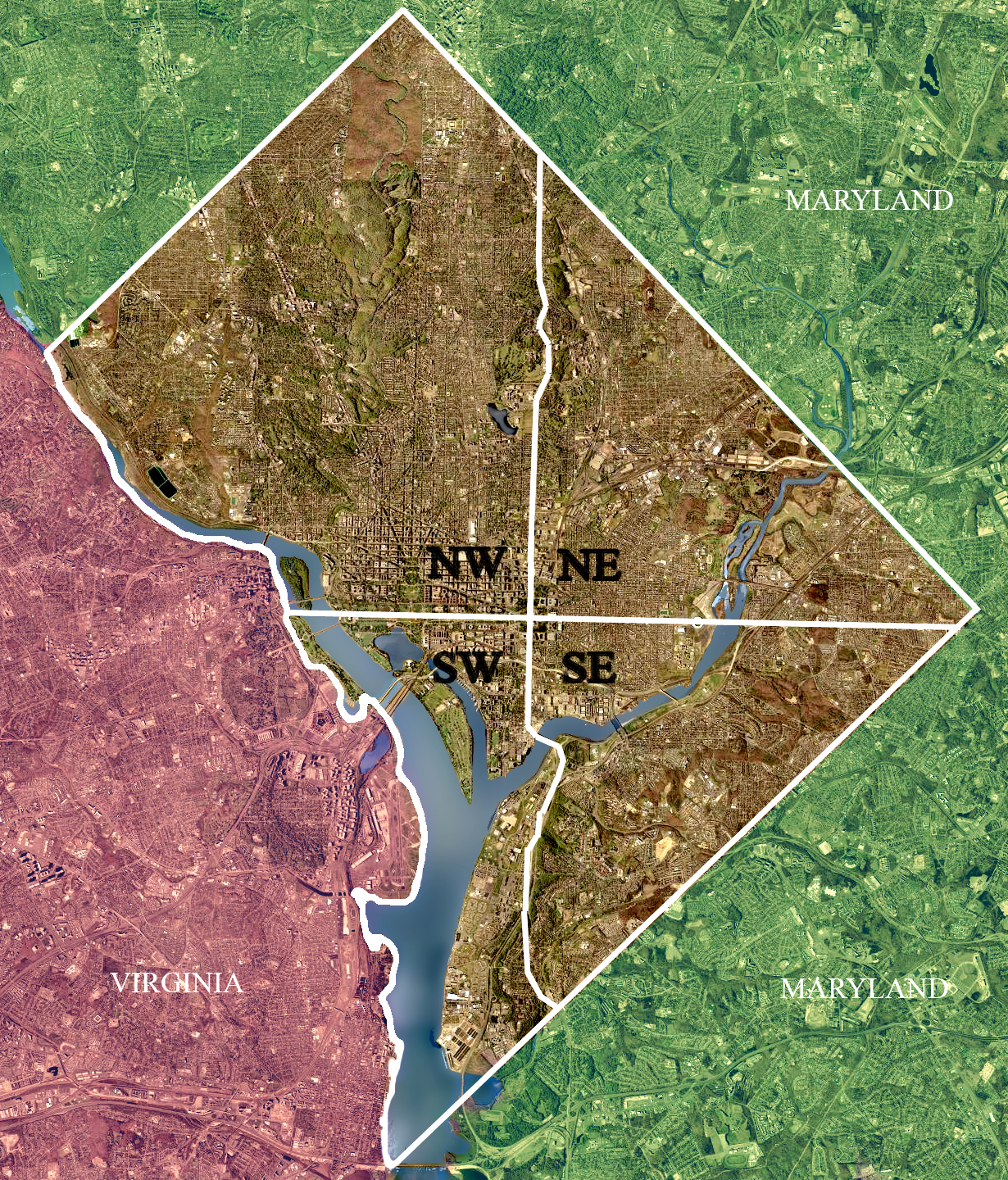
Imagem de satélite do USGS de abril de 2002. As linhas negras indicam as ruas que dividem Washington em quatro diferentes quadrantes, todas partindo do Capitólio de Washington.

O Sudeste (em inglês:  Southeast, também escrito como SE ou S.E.) é um dos quatro quadrantes de Washington, D.C., e está localizado ao sul da Rua East Capitol e a oeste da Rua South Capitol. Possui uma rica história cultural, incluindo parte da Colina do Capitólio o bairro Anacostia, o Washington Navy Yard, o Marine Barracks, a orla do Rio Anacostia, o Eastern Market, o St. Elizabeths Hospital, o Estádio RFK, Nationals Park e o Cemitério Congressional.
A população é predominantemente Afro-americana, principalmente no leste do Rio Anacostia. Apesar do alto índice de crimes para a região, existem bairros de classe média negra como, Hillcrest, Penn Branch, e Fort Dupont. Eventos e atividades culturais incluem a parada anual de homenagem ao aniversário de Martin Luther King, a semana de concerto de jazz no parque de Fort Dupont, o Museu Anacostia pertencente ao Instituto Smithsonian, e o centro de treinamento de tênis para jovens na Avenida Mississippi.
É acessível pelas linhas Azul, Laranja e Verde do Metrô de Washington. Estará acessível também pela linha Prata quando sua construção finalizar.